# Basketball Champions League Asia 2025
La Basketball Champions League Asia 2025 è la seconda edizione della Basketball Champions League Asia e la trentesima stagione della massima competizione continentale per club dell'Asia. La competizione si giocherà dal 7 al 13 giugno 2025 a Dubai, negli Emirati Arabi Uniti, che ospiterà la competizione per il secondo anno consecutivo.
L'Al-Riyadi Beirut parteciperà come campione in carica, dopo aver ottenuto nuovamente la qualificazione raggiungendo le Final 8 della FIBA West Asia Super League 2024-2025.
Gli Utsunomiya Brex del Giappone hanno vinto il loro primo titolo, sconfiggendo in finale i campioni uscenti del Al-Riyadi Beirut per 94-93, e si sono guadagnati il diritto di partecipare alla Coppa Intercontinentale FIBA 2025.

## Sedi delle partite
Il 21 maggio 2025, la FIBA ha annunciato Dubai come città ospitante dell’evento per il secondo anno consecutivo. La fase a gironi si disputerà alla Sheikh Saeed Bin Maktoum Sports Hall, la stessa arena che ha ospitato le partite dell’edizione precedente. La fase finale si terrà invece alla Coca-Cola Arena, altra struttura situata nella città che può ospitare fino a 17.000 spettatori.
| Fase          | Impianto                             | Spettatori | Foto | Città |
| ------------- | ------------------------------------ | ---------- | ---- | ----- |
| Fase a gironi | Sheikh Saeed Bin Maktoum Sports Hall | 2.500      |      | Dubai |
| Fase finale   | Coca-Cola Arena                      | 17.000     |      | Dubai |

## Qualificazione
La seconda edizione della Basketball Champions League Asia vedrà la partecipazione delle otto migliori squadre del continente. Si qualificheranno automaticamente i campioni di Giappone (B.League), Corea del Sud (KBL), Cina (CBA) e Filippine (PBA), oltre al campione e al vicecampione della FIBA West Asia Super League 2024-2025. La Philippine Basketball Association, che organizza più tornei durante la stagione, ha la facoltà di scegliere quale squadra inviare. Nell’edizione precedente, la PBA ha deciso di non inviare alcuna squadra al torneo.
Due ulteriori squadre si qualificheranno tramite la competizione Basketball Champions League Asia - East 2025.
Il 26 maggio 2025, la FIBA Asia ha annunciato la partecipazione dei campioni nazionali della nazione ospitante, come nona squadra della competizione; di conseguenza lo Shabab Al-Ahli ha ottenuto la qualificazione per il torneo avendo vinto l'edizione 2023-24 della UAE Basketball League.
| Squadra          | Data qualificazione | Metodo qualificazione                           | Partecipationi                                                        |
| ---------------- | ------------------- | ----------------------------------------------- | --------------------------------------------------------------------- |
| Zhejiang Lions   | 20 Maggio 2025      | Campioni CBA 2024-2025                          | Debutto                                                               |
| Utsunomiya Brex  | 27 Maggio 2025      | Campioni B1 League 2024-2025                    | Debutto                                                               |
| Changwon Sakers  | 17 Maggio 2025      | Campioni KBL 2024-2025                          | Debutto                                                               |
| Meralco Bolts    | 5 Maggio 2025       | Campione PBA Philippine Cup 2024                | 1 (2018)                                                              |
| Al-Riyadi Beirut | 17 Maggio 2025      | Campioni FIBA West Asia Super League 2024-2025  | 11 (1998, 2008, 2009, 2010, 2011, 2012, 2016, 2017, 2018, 2019, 2024) |
| Tabiat           | 17 Maggio 2025      | Finalista FIBA West Asia Super League 2024-2025 | Debutto                                                               |
| Khasin Khuleguud | 30 Maggio 2025      | Campioni BCL Asia - East 2025                   | Debutto                                                               |
| Taoyuan Pilots   | 30 Maggio 2025      | Finalista BCL Asia - East 2025                  | Debutto                                                               |
| Shabab Al-Ahli   | 26 Maggio 2025      | Campione nazionale del paese ospitante          | 4 (2001, 2016, 2017, 2024)                                            |

## Formato
Le nove squadre giocano in tre gruppi da tre con la formula del girone all’italiana, disputando ciascuna due partite. Le migliori otto squadre della fase a gironi complessiva accedono alla fase finale, dove si disputano partite a eliminazione diretta per determinare la classifica finale.

## Fase a gironi
Nota: Tutti gli orari sono secondo l’ora standard degli Emirati Arabi Uniti (UTC+4).

### Sorteggio
Il sorteggio della fase a gironi si è svolto il 31 maggio 2025 presso l'UG Palace in Mongolia. Le squadre sono state divise in tre urne basandosi sulla Classifica mondiale della FIBA.
| Squadre          |
| ---------------- |
| Utsunomiya Brex  |
| Tabiat           |
| Al-Riyadi Beirut |

| Squadre         |
| --------------- |
| Meralco Bolts   |
| Zhejiang Lions  |
| Changwon Sakers |

| Squadre          |
| ---------------- |
| Khasin Khuleguud |
| Taoyuan Pilots   |
| Shabab Al-Ahli   |

### Gruppo A
| Pos | Squadra          | G | V | P | PF  | PS  | DP  | Pt | Qualificazione          |
| --- | ---------------- | - | - | - | --- | --- | --- | -- | ----------------------- |
| 1   | Tabiat           | 2 | 2 | 0 | 177 | 161 | +16 | 4  | Avanza alla Fase Finale |
| 2   | Khasin Khuleguud | 2 | 1 | 1 | 160 | 145 | +15 | 3  | Avanza alla Fase Finale |
| 3   | Zhejiang Lions   | 2 | 0 | 2 | 152 | 183 | −31 | 2  | Avanza alla Fase Finale |

| Arbitri: | Harja Jaladri Preeda Moungmee Imran Ali Baig |

|                          |          |             |
| Miller 30                | Punti    | 22 Nunnally |
| Baatar-Erdene, Tolbert 4 | Assist   | 6 Brown     |
| Tshimanga 11             | Rimbalzi | 7 Knight    |

| Arbitri: | Harja Jaladri Leong Chuen Wing Bandar Al-Suwaidi |

|          |          |             |
| Brown 28 | Punti    | 29 Lemon    |
| Xu Z. 6  | Assist   | 10 Bost     |
| Knight 9 | Rimbalzi | 13 Zangeneh |

| Arbitri: | Yevgeniy Mikheyev Preeda Muongmee Imran Ali Baig |

|                   |          |                    |
| Lemon 23          | Punti    | 16 Tolbert, Miller |
| Bost 9            | Assist   | 8 Miller           |
| Zangeneh, Buva 13 | Rimbalzi | 12 Tshimanga       |

### Gruppo B
| Pos | Squadra         | G | V | P | PF  | PS  | DP | Pt | Qualificazione          |
| --- | --------------- | - | - | - | --- | --- | -- | -- | ----------------------- |
| 1   | Shabab Al-Ahli  | 2 | 1 | 1 | 200 | 192 | +8 | 3  | Avanza alla Fase Finale |
| 2   | Meralco Bolts   | 2 | 1 | 1 | 184 | 187 | −3 | 3  | Avanza alla Fase Finale |
| 3   | Utsunomiya Brex | 2 | 1 | 1 | 191 | 196 | −5 | 3  | Avanza alla Fase Finale |

| Arbitri: | Yevgeniy Mikheyev Chan Owe Shiong Taha Al-Hashedi |

|               |          |                    |
| Washington 40 | Punti    | 19 Watson, Varnado |
| Washington 6  | Assist   | 4 Banchero         |
| Hawley 8      | Rimbalzi | 11 Egbunu          |

| Arbitri: | Wissam Zein Taha Al-Hashedi Ahmad Suleiman Alyousef |

|                  |          |            |
| Tre giocatori 17 | Punti    | 20 Fotu    |
| Varnado 6        | Assist   | 9 Takeuchi |
| Egbunu 13        | Rimbalzi | 8 Newbill  |

| Arbitri: | Harja Jaladri Mohammad Taha Chan Owe Shiong |

|                    |          |               |
| Newbill 22         | Punti    | 40 Washington |
| Hiejima, Newbill 5 | Assist   | 4 Washington  |
| Fotu 14            | Rimbalzi | 11 Alshabebi  |

### Gruppo C
| Pos | Squadra          | G | V | P | PF  | PS  | DP  | Pt | Qualificazione          |
| --- | ---------------- | - | - | - | --- | --- | --- | -- | ----------------------- |
| 1   | Al-Riyadi Beirut | 2 | 2 | 0 | 202 | 158 | +44 | 4  | Avanza alla Fase Finale |
| 2   | Taoyuan Pilots   | 2 | 1 | 1 | 171 | 172 | −1  | 3  | Avanza alla Fase Finale |
| 3   | Changwon Sakers  | 2 | 0 | 2 | 149 | 192 | −43 | 2  |                         |

| Arbitri: | Wissam Zein Mohammad Taha Leong Chuen Wing |

|               |          |             |
| Graham 23     | Punti    | 15 Paulicap |
| Graham, Pai 5 | Assist   | 6 Lee G.D.  |
| Brown 10      | Rimbalzi | 13 Paulicap |

| Arbitri: | Yevgeniy Mikheyev Mohammad Taha Preeda Muongmee |

|             |          |            |
| Paulicap 21 | Punti    | 24 Maker   |
| Yang 7      | Assist   | 12 Mansour |
| Paulicap 14 | Rimbalzi | 8 Maker    |

| Arbitri: | Wissam Zein Taha Al-Hashedi Ahmad Suleiman Alyousef |

|              |          |          |
| Arakji 33    | Punti    | 17 Brown |
| Arakji 7     | Assist   | 4 Graham |
| Gyokchyan 11 | Rimbalzi | 13 Brown |

## Fase Finale
La classifica cumulativa tra i tre gruppi, stabilita secondo il Regolamento Ufficiale FIBA – Capitolo D – Classificazione delle Squadre, sarà utilizzata per determinare la suddivisione delle squadre nelle diverse fasce. Le squadre qualificate saranno suddivise in quattro fasce: le prime due classificate saranno inserite nella Fascia D. La 3ª e la 4ª nella Fascia E, mentre la 5ª e la 6ª nella Fascia F. La Fascia G comprenderà la 7ª e l’8ª squadra. Le squadre della Fascia D saranno sorteggiate contro quelle della Fascia G, mentre le squadre della Fascia E affronteranno quelle della Fascia F. Le squadre provenienti dallo stesso girone della Fase a Gruppi non potranno essere sorteggiate l’una contro l’altra.
Il sorteggio degli accoppiamenti per i Quarti di Finale si è tenuto poco dopo la conclusione della fase a gironi della competizione presso lo Sheikh Saeed Bin Maktoum Sports Hall.
Le quattro vincitrici dei Quarti di Finale accederanno poi alle Semifinali. Le vincenti delle Semifinali si affronteranno in una Finale secca, mentre le perdenti disputeranno la Finale per il Terzo Posto.

### Sorteggio
| Squadra          |
| ---------------- |
| Al-Riyadi Beirut |
| Tabiat           |

| Squadra          |
| ---------------- |
| Khasin Khuleguud |
| Shabab Al-Ahli   |

| Squadra        |
| -------------- |
| Taoyuan Pilots |
| Meralco Bolts  |

| Squadra         |
| --------------- |
| Utsunomiya Brex |
| Zhejiang Lions  |

### Tabellone
|  | Quarti di finale                    | Quarti di finale                    | Quarti di finale                    |                                     |                                     | Semifinali                          | Semifinali                          | Semifinali                          |                                     |                                     | Finale                              | Finale                              | Finale                              |                                     |                                     |
|  |                                     |                                     |                                     |                                     |                                     |                                     |                                     |                                     |                                     |                                     |                                     |                                     |                                     |                                     |                                     |
|  | 11 giugno (10:00) - Coca-Cola Arena |                                     |                                     |                                     |                                     |                                     |                                     |                                     |                                     |                                     |                                     |                                     |                                     |                                     |                                     |
|  | D1                                  | Tabiat (2OT)                        | 93                                  |                                     |                                     |                                     |                                     |                                     |                                     |                                     |                                     |                                     |                                     |                                     |                                     |
|  | G1                                  | Utsunomiya Brex                     | 94                                  |                                     |                                     | 12 giugno (15:00) - Coca-Cola Arena | 12 giugno (15:00) - Coca-Cola Arena | 12 giugno (15:00) - Coca-Cola Arena | 12 giugno (15:00) - Coca-Cola Arena | 12 giugno (15:00) - Coca-Cola Arena |                                     |                                     |                                     |                                     |                                     |
|  |                                     |                                     |                                     |                                     | E1                                  | Khasin Khuleguud                    | 71                                  |                                     |                                     |                                     |                                     |                                     |                                     |                                     |                                     |
|  | 11 giugno (13:00) - Coca-Cola Arena | 11 giugno (13:00) - Coca-Cola Arena | 11 giugno (13:00) - Coca-Cola Arena | 11 giugno (13:00) - Coca-Cola Arena |                                     | G1                                  | Utsunomiya Brex                     | 93                                  |                                     |                                     |                                     |                                     |                                     |                                     |                                     |
|  | F2                                  | Meralco Bolts                       | 78                                  |                                     |                                     |                                     |                                     |                                     |                                     |                                     |                                     |                                     |                                     |                                     |                                     |
|  | E1                                  | Khasin Khuleguud                    | 83                                  |                                     |                                     |                                     |                                     |                                     |                                     |                                     | 13 giugno (20:00) - Coca-Cola Arena | 13 giugno (20:00) - Coca-Cola Arena | 13 giugno (20:00) - Coca-Cola Arena | 13 giugno (20:00) - Coca-Cola Arena | 13 giugno (20:00) - Coca-Cola Arena |
|  |                                     |                                     |                                     |                                     |                                     |                                     |                                     |                                     |                                     |                                     | G1                                  | Utsunomiya Brex                     | 94                                  |                                     |                                     |
|  | 11 giugno (16:00) - Coca-Cola Arena | 11 giugno (16:00) - Coca-Cola Arena | 11 giugno (16:00) - Coca-Cola Arena | 11 giugno (16:00) - Coca-Cola Arena | 11 giugno (16:00) - Coca-Cola Arena |                                     |                                     |                                     |                                     |                                     | D1                                  | Al-Riyadi Beirut                    | 93                                  |                                     |                                     |
|  | E2                                  | Shabab Al-Ahli                      | 92                                  |                                     |                                     |                                     |                                     |                                     |                                     |                                     |                                     |                                     |                                     |                                     |                                     |
|  | F1                                  | Taoyuan Pilots                      | 88                                  |                                     |                                     | 12 giugno (18:00) - Coca-Cola Arena | 12 giugno (18:00) - Coca-Cola Arena | 12 giugno (18:00) - Coca-Cola Arena | 12 giugno (18:00) - Coca-Cola Arena | 12 giugno (18:00) - Coca-Cola Arena |                                     | Finale per il 3º posto              | Finale per il 3º posto              | Finale per il 3º posto              |                                     |
|  |                                     |                                     |                                     |                                     | E2                                  | Shabab Al-Ahli                      | 78                                  |                                     | 13 giugno - Coca-Cola Arena         | 13 giugno - Coca-Cola Arena         | 13 giugno - Coca-Cola Arena         | 13 giugno - Coca-Cola Arena         | 13 giugno - Coca-Cola Arena         |                                     |                                     |
|  | 11 giugno (19:00) - Coca-Cola Arena | 11 giugno (19:00) - Coca-Cola Arena | 11 giugno (19:00) - Coca-Cola Arena | 11 giugno (19:00) - Coca-Cola Arena |                                     | D1                                  | Al-Riyadi Beirut                    | 100                                 |                                     |                                     | E1                                  | Khasin Khuleguud                    | 84                                  |                                     |                                     |
|  | G2                                  | Zhejiang Lions                      | 66                                  |                                     |                                     |                                     |                                     |                                     |                                     | E2                                  | Shabab Al-Ahli                      | 79                                  |                                     |                                     |                                     |
|  | D1                                  | Al-Riyadi Beirut                    | 105                                 |                                     |                                     |                                     |                                     |                                     |                                     |                                     |                                     |                                     |                                     |                                     |                                     |

### Quarti di finale
| Arbitri: | Yevgeniy Mikheyev Chan Owe Shiong Leong Chuen Wing |

|             |          |             |
| Buva 27     | Punti    | 29 Newbill  |
| Zangeneh 7  | Assist   | 10 Newbill  |
| Zangeneh 17 | Rimbalzi | 12 Takeuchi |

| Arbitri: | Wissam Zein Mohammad Taha Ahmad Suleiman Alyousef |

|            |          |             |
| Varnado 23 | Punti    | 32 Miller   |
| Watson 7   | Assist   | 6 Miller    |
| Varnado 14 | Rimbalzi | 9 Tshimanga |

| Arbitri: | Harja Jaladri Taha Al-Hashedi Preeda Muongmee |

|               |          |                 |
| Washington 27 | Punti    | 37 Graham       |
| Washington 5  | Assist   | 3 Chen Y., Kuan |
| Alshabebi 9   | Rimbalzi | 12 Brown        |

| Arbitri: | Yevgeniy Mikheyev Imran Ali Baig Bandar Al-Suwaidi |

|          |          |            |
| Xu J. 22 | Punti    | 19 Zeinoun |
| Brown 5  | Assist   | 10 Mansour |
| Knight 8 | Rimbalzi | 12 Maker   |

### Semifinali
| Arbitri: | Yevgeniy Mikheyev Harja Jaladri Preeda Muongmee |

|                  |          |            |
| Baatar-Erdene 24 | Punti    | 35 Newbill |
| Miller 4         | Assist   | 9 Newbill  |
| Miller 7         | Rimbalzi | 10 Fotu    |

| Arbitri: | Wissam Zein Mohammad Taha Ahmad Suleiman Alyousef |

|               |          |              |
| Washington 30 | Punti    | 24 Gyokchyan |
| Washington 6  | Assist   | 9 Mansour    |
| Washington 11 | Rimbalzi | 11 Gyokchyan |

### Finale terzo posto
| Arbitri: | Preeda Muongmee Taha Al-Hashedi Leong Chuen Wing |

|            |          |            |
| Azbayar 28 | Punti    | 22 Hawley  |
| Miller 9   | Assist   | 4 Alajmani |
| Tolbert 11 | Rimbalzi | 20 Hawley  |

### Finale
| Arbitri: | Yevgeniy Mikheyev Harja Jaladri Wissam Zein |

|                    |          |                 |
| Hiejima 30         | Punti    | 24 Georges-Hunt |
| Hiejima, Newbill 5 | Assist   | 13 Gyokchyan    |
| Hiejima 9          | Rimbalzi | 8 Georges-Hunt  |

| Basketball Champions League Asia 2025 |
| ------------------------------------- |
| Utsunomiya Brex 1º Titolo             |

## Classifica finale
| Pos. | Squadra          | Record | Qualificazione                                       |
| ---- | ---------------- | ------ | ---------------------------------------------------- |
|      | Utsunomiya Brex  | 4–1    | Qualificata per la Coppa Intercontinentale FIBA 2025 |
|      | Al-Riyadi Beirut | 4–1    |                                                      |
|      | Khasin Khuleguud | 3–2    |                                                      |
| 4°   | Shabab Al-Ahli   | 2–3    |                                                      |

## Statistiche
Fonte：

### Leader statistici individuali
| Categoria                | Giocatore             | Squadra          | Statistica |
| ------------------------ | --------------------- | ---------------- | ---------- |
| Punti per partita        | Deshawndre Washington | Shabab Al-Ahli   | 34.3       |
| Rimbalzi per partita     | Arman Zangeneh        | Tabiat           | 14.3       |
| Assist per partita       | D. J. Newbill         | Utsunomiya Brex  | 7.4        |
| Palle rubate per partita | Jordan Tolbert        | Khasin Khuleguud | 3.0        |
| Stoppate per partita     | Thon Maker            | Al-Riyadi Beirut | 2.8        |
| Minuti per partita       | Arman Zangeneh        | Tabiat           | 42.0       |
| FG%                      | Wael Arakji           | Al-Riyadi Beirut | 67.7%      |
| 3P%                      | Stedmon Lemon         | Tabiat           | 53.8%      |
| FT%                      | Alec Brown            | Taoyuan Pilots   | 100.0%     |

### Migliori prestazioni individuali
| Categoria         | Giocatore             | Squadra          | Statistica |
| ----------------- | --------------------- | ---------------- | ---------- |
| Punti             | Deshawndre Washington | Shabab Al-Ahli   | 40         |
| Rimbalzi          | Josh Hawley           | Shabab Al-Ahli   | 20         |
| Assist            | Ali Mansour           | Al-Riyadi Beirut | 12         |
| Palle rubate      | Jordan Tolbert        | Khasin Khuleguud | 5          |
| Stoppate          | Hayk Gyokchyan        | Al-Riyadi Beirut | 4          |
| Tiri da tre punti | D. J. Newbill         | Utsunomiya Brex  | 7          |
| Tiri da tre punti | Barry Brown           | Zhejiang Lions   | 7          |

## Premi

### Riconoscimenti individuali
| Riconoscimento                       | Giocatore     | Squadra         | Note   |
| ------------------------------------ | ------------- | --------------- | ------ |
| Basketball Champions League Asia MVP | D. J. Newbill | Utsunomiya Brex | [ 20 ] |

### Quintetto ideale
| Basketball Champions League Asia Top Team | Basketball Champions League Asia Top Team |
| ----------------------------------------- | ----------------------------------------- |
| D. J. Newbill                             | Utsunomiya Brex                           |
| Ian Miller                                | Khasin Khuleguud                          |
| Finn Delany                               | Utsunomiya Brex                           |
| Hayk Gyokchyan                            | Al-Riyadi Beirut                          |
| Thon Maker                                | Al-Riyadi Beirut                          |